# قنوت
القنوت عند المُسلمين هو الدعاء في الصلاة في محل مخصوص من القيام، ومن السنة النبوية في دعاء القنوت أنه لا يكون إلا في صلاة الوتر وفي الصلوات الخمس فقط، والقنوت في الصلوات الخمس لا يكون إلا في حالات النوازل والبلايا فقط التي تحل بالمسلمين، والنوازل هي الأمور العارضة التي تكون مُفاجئة كهجوم العدو ونحوها، أما القنوت في صلاة الوتر فلم يكن يخصه الرسول ﷺ في حالات النوازل، فهو يُسن في النوازل وغيرها.

## معنى القنوت لغوياً
جاء القنوت في اللغة بمعانٍ عديدة، منها: الإمساك عن الكلام، وقيل الدعاء في الصلاة. والقنوت: الخشوع والإقرار بالعبودية، والقيام بالطاعة التي ليس معها معصية، وقيل: القيام وقيل: إطالة القيام، ويراد بمعانٍ متعددة: كالطاعة، والخشوع، والصلاة، والدعاء، والعبادة، والقيام، وطول القيام، والسكوت.

## صيغة دعاء القنوت

### في الوتر
ثم يصلي على النبي ﷺ كما ثُبت عن بعض الصحابة في آخر قنوت الوتر، منهم: أُبي بن كعب، ومعاذ الأنصاري.

### القنوت عند النوازل
ثم يُكمل الدعاء بحسب النازلة أو البلاء.

## القنوت في قيام رمضان
ذهب أهل العلم في القنوت في الوتر مذاهب هي:
- يستحب أن يقنت في كل رمضان، وهو مذهب عدد من الصحابة وبه قال مالك ووجه للشافعية.
- يستحب أن يقنت في النصف الآخر من رمضان، المشهور من مذهب الشافعي.
- لا قنوت في الوتر، لا في رمضان ولا في غيره.
- عدم المداومة على ذلك، بحيث يقنت ويترك.
- عند النوازل وغيرها، متفق عليه.

قال ابن القيم : ولم يصح عن النبي في قنوت الوتر قبل ـ أي الركوع ـ أو بعده شيء.
وقال الخلال: أخبرني محمد بن يحيى الكحال أنه قال لأبي عبد الله في القنوت في الوتر؟ فقال: ليس يروى فيه عن النبي شيء، ولكن كان عمر يقنت من السنة إلى السنة.
إلى أن قال: والقنوت في الوتر محفوظ عن عمر وابن مسعود والرواية عنهم أصح من القنوت في الفجر، والرواية عن النبي في قنوت الفجر أصح من الرواية في قنوت الوتر، والله أعلم).